# 이세급 전함
이세급 전함은 원래 일본 최초의 초노급전함인 후소급 전함의 3, 4번 함으로 계획되었지만 후소급의 치명적인 결함으로 인해 취소되고 새로운 함급으로 탄생하게 되었는데 바로 이세급이다. 후소급 전함의 문제점인 장갑방어의 약함을 보완하고 건조당시엔 세계수준의 성능을 가진 전함으로 만들어진 이세급이었지만 거주성이 최악이었고 태평양 전쟁 발발시 배수량, 장갑방어력, 속력, 포격력 등에서 1930년대 이후 건조된 신형전함에 비해 뒤지고 비싼 연비 및 승선 필요 인원도 더 소요되는 애물단지가 되어 만성적인 연료 문제에 허덕인 일본 해군에 있어 능력 이하인 이세급에는 전투 참가 기회가 주어지지 않았다.
1942년 미드웨이 해전에서 항공모함4척이 격침당하고 동형함 휴가(日向)가 훈련도중 포탑 폭발 사고를 일으켜 이세는 휴가와 같이 항공전함으로 개장했다. 5번, 6번 포탑을 제거 후 함 뒷부분에 수평 비행 갑판을 설치해 세계에서 유래를 찾을 수 없는 항공전함이라는 새로운 형태의 함정이 되어 버렸다. 미드웨이 해전 후 4척의 항공모함을 잃어버린 일본해군에 있어서 항공기를 탑재할 수 있는 항공모함이 한 척이라도 더 필요한 상황에서 나온 무리수였다. 당시 대함거포주의의 지휘관들은 이세의 개조를 반대했지만 항모상실 후 휴가와 더불어 개조가 이루어졌지만 시간과 원자재 부족으로 인해 선두는 전함, 선미는 항공모함이라는 변형 전함이 탄생했던 것이다.
그 후 레이테만 전투에 참가했지만 별다른 전과를 올리지 못한 채 구레에 정박 도중 두 함 모두 미군의 공습을 받아 대파되어 착저하게 되었다. 종전이 되자 해체 결정이 내려저 1947년 7월 4일 해체가 완료되었다.

## 군함 목록
| 이름       | 진수             | 최후                    |
| ---------- | ---------------- | ----------------------- |
| 이세(伊勢) | 1916년 11월 12일 | 1947년 7월 4일 해체완료 |
| 휴가(日向) | 1917년 1월 27일  | 1947년 7월 4일 해체완료 |